# Olli-Pekka Peltola
Olli-Pekka Peltola (* 8. September 1969 in Nurmo) ist ein früherer finnischer Biathlet.
Olli-Pekka Peltola dient als Stabsfeldwebel bei den finnischen Streitkräften. Er startete für Säkylän Urheilijat. Biathlon betrieb er seit dem Alter von sechs Jahren. Zugleich war er aktiver Skilangläufer. In dieser Sportart bestritt er mit Zehn seine ersten Rennen. Im Biathlon machte er mit 14 Jahren sein erstes Rennen. Schon 1991 trat er bei den Biathlon-Weltmeisterschaften in Lahti an und wurde an der Seite von Vesa Hietelahti, Harri Eloranta und Ismo Mäkinen Siebter mit der Staffel. Dasselbe Resultat erreichte er auch mit Mäkinen, Antero Lähde und Eloranta im Mannschaftswettbewerb. Bei den Olympischen Winterspielen 1998 von Nagano trat er gemeinsam mit Ville Räikkönen, Eloranta und Paavo Puurunen in der Staffel an und wurde Achter. Kurz darauf schaffte Peltola im Einzel von Pokljuka als 24. seine ersten Weltcuppunkte zu erzielen. Sein bestes Weltcupergebnis erreichte der Finne nur wenig später als 17. eines Sprints in Hochfilzen. Zwischen beiden Ergebnisse trat er in einem Verfolgungsrennen in Pokljuka an, das auf dem Sprintrennen des olympischen Sprints basieren ein Weltmeisterschaftsrennen war. Der Finne kam auf Platz 44. Zudem verpasste er im ebenfalls nichtolympischen Mannschaftswettbewerb als Viertplatzierter in der Besetzung der Olympiastaffel eine Medaille knapp. In der folgenden Saison konnte er mit der Staffel in Ruhpolding Sechster werden. Letzter Höhepunkt in der Karriere Peltolas wurden die Olympischen Spiele 2002 in Salt Lake City. Bei den Wettkämpfen in Soldier Hollow trat der Finne im Sprint an und wurde 73. Nach den Spielen beendete er seine aktive Karriere.

## Biathlon-Weltcup-Platzierungen
| Platzierung | Einzel | Sprint | Verfolgung | Massenstart | Team | Staffel | Gesamt |
| ----------- | ------ | ------ | ---------- | ----------- | ---- | ------- | ------ |
| 1. Platz    |        |        |            |             |      |         |        |
| 2. Platz    |        |        |            |             |      |         |        |
| 3. Platz    |        |        |            |             |      |         |        |
| Top 10      |        |        |            |             | 2    | 4       | 6      |
| Punkte      | 1      | 1      |            |             | 2    | 4       | 8      |
| Starts      | 8      | 15     | 5          | 2           |      | 4       | 34     |

(Daten nicht komplett)